# Tabula ansata

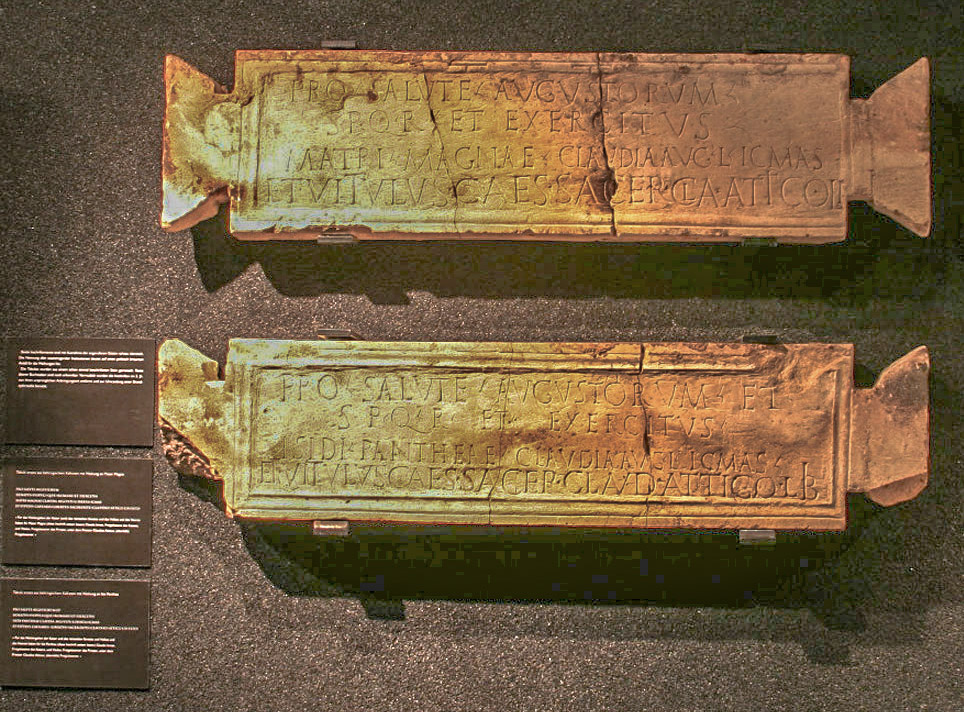
Les tabulae ansatae du sanctuaire d'Isis et de Mater Magna (Mayence).

Une tabula ansata (latin pour « tablette ansée ») est un élément d'architecture et d'ornementation qui consiste en une planche ou un cartouche rectangulaire dont deux côtés sont flanqués d'une queue d'aronde.

## Empire romain
Très fréquente dans l'Empire romain, la tabula ansata porte souvent une inscription votive, telles celles du sanctuaire d'Isis et de Mater Magna à Mayence ou du Tropaeum Traiani en Roumanie.
La tabula ansata peut être une simple gravure en bas-relief ou une sculpture indépendante.

## Époques ultérieures
Des tabulae ansatae sont l'œuvre d'artistes de différentes époques, comme celle qui orne le tombeau de Charles IV du Maine dans la cathédrale du Mans, attribué à Francesco Laurana, ou celle que tient dans sa main gauche la statue de la Liberté, à New York, et qui porte l'inscription « JULY IV MDCCLXXVI ».

## Galerie

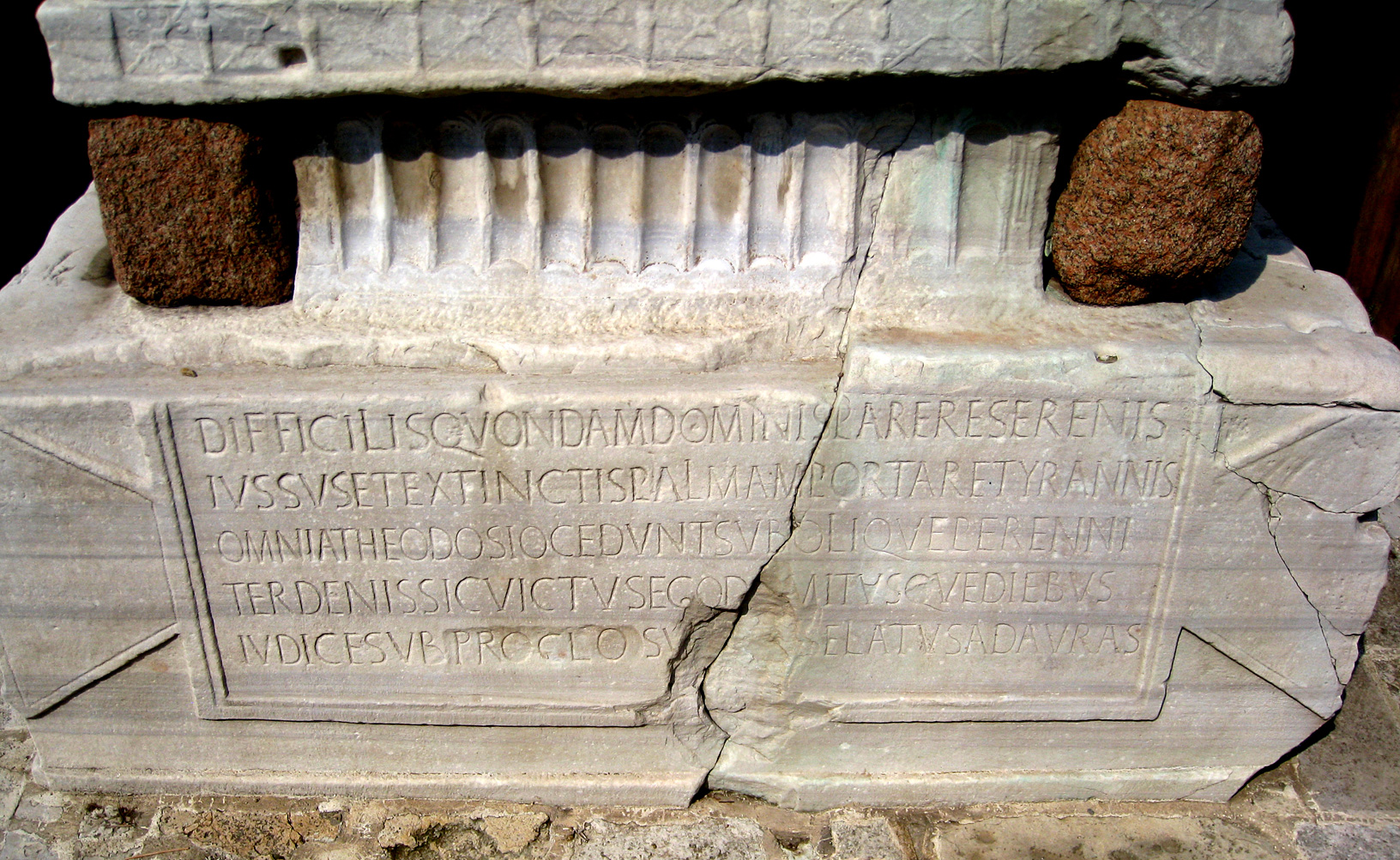
Obélisque de Théodose (Istanbul).
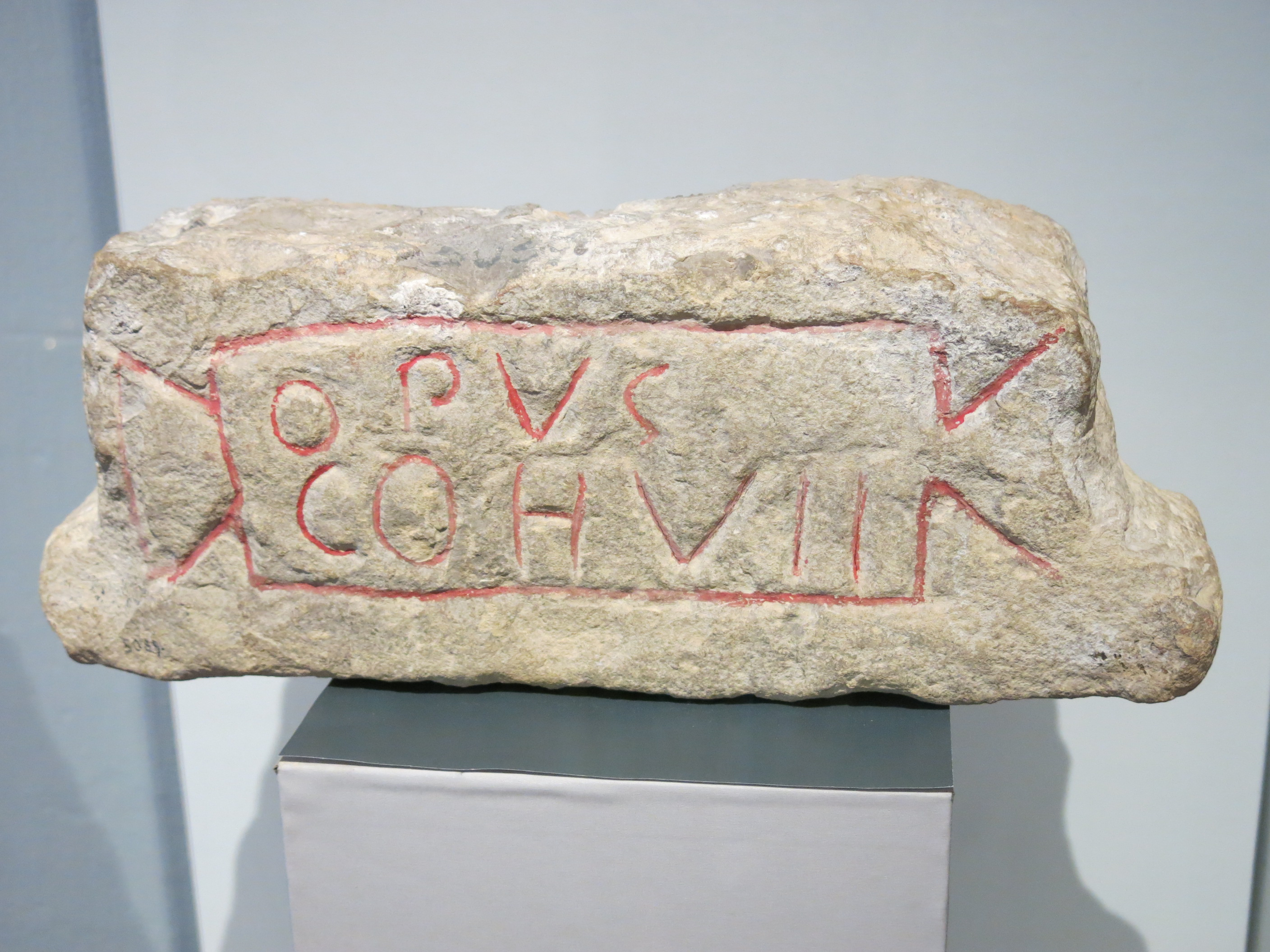
Tabula ansata avec marque de la 7e cohorte, musée archéologique de Strasbourg.
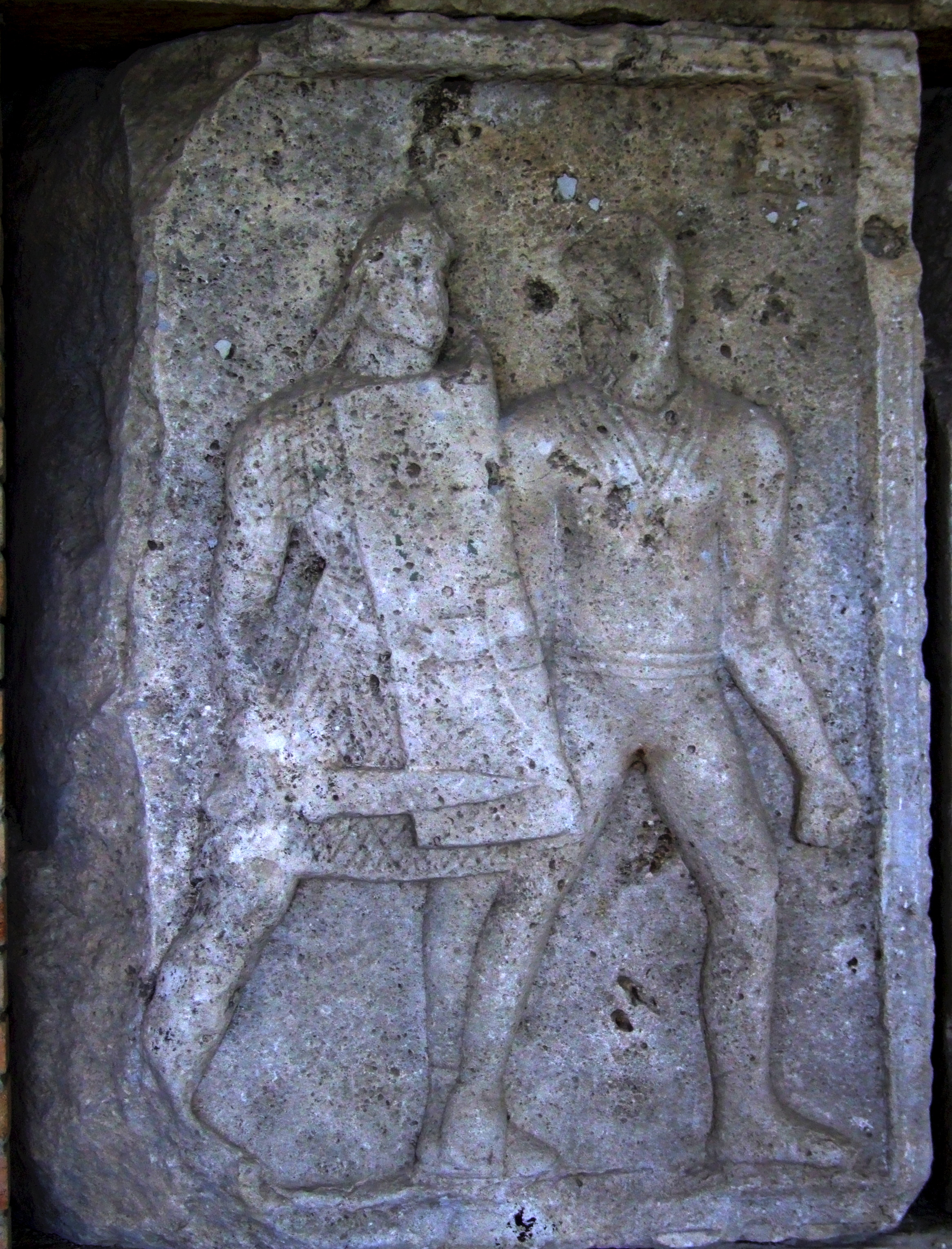
La tabula ansata au centre d'un bouclier, métope XXIV du Tropaeum Traiani.
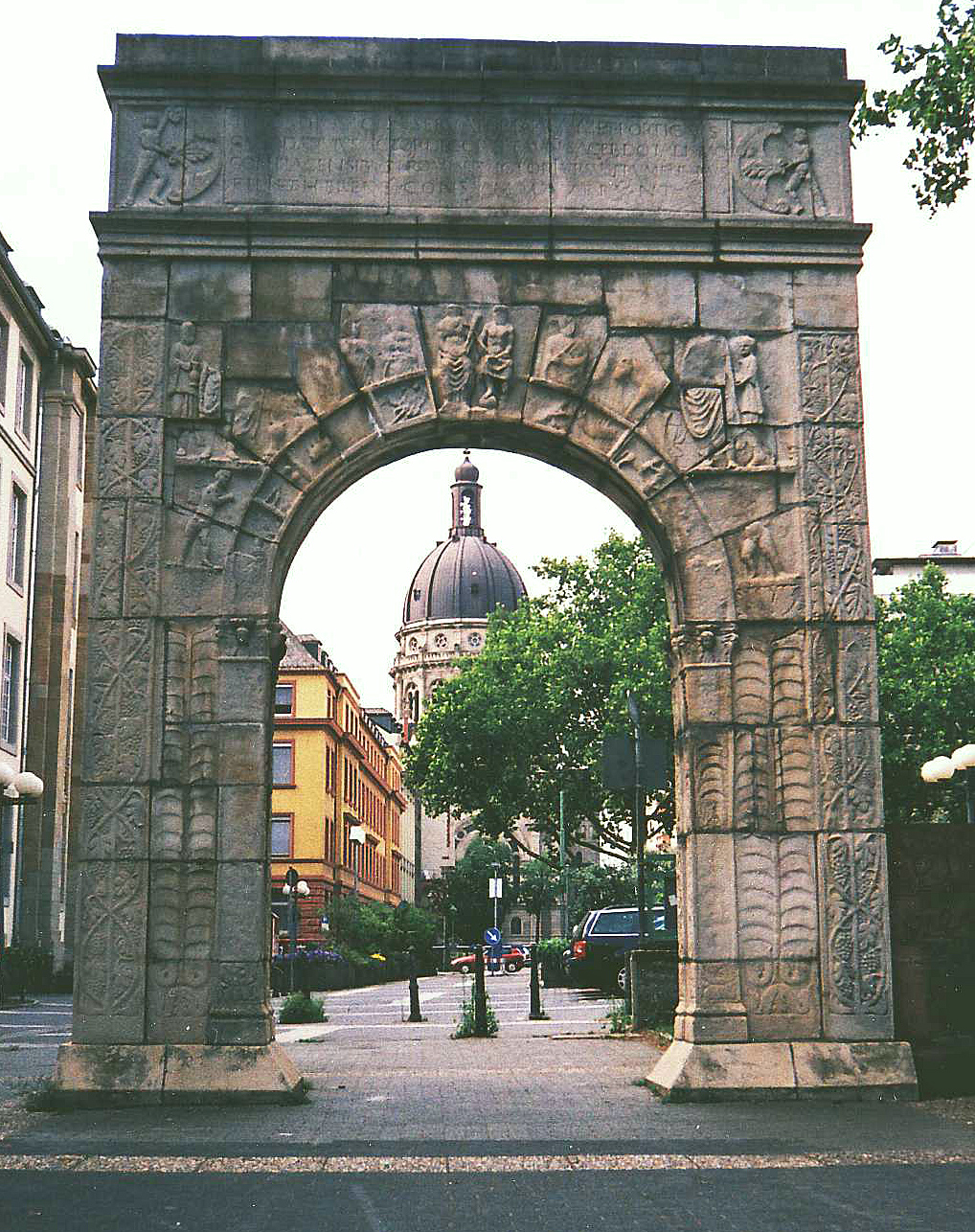
La tabula ansata de l'arc de Dativius Victor (Mayence).
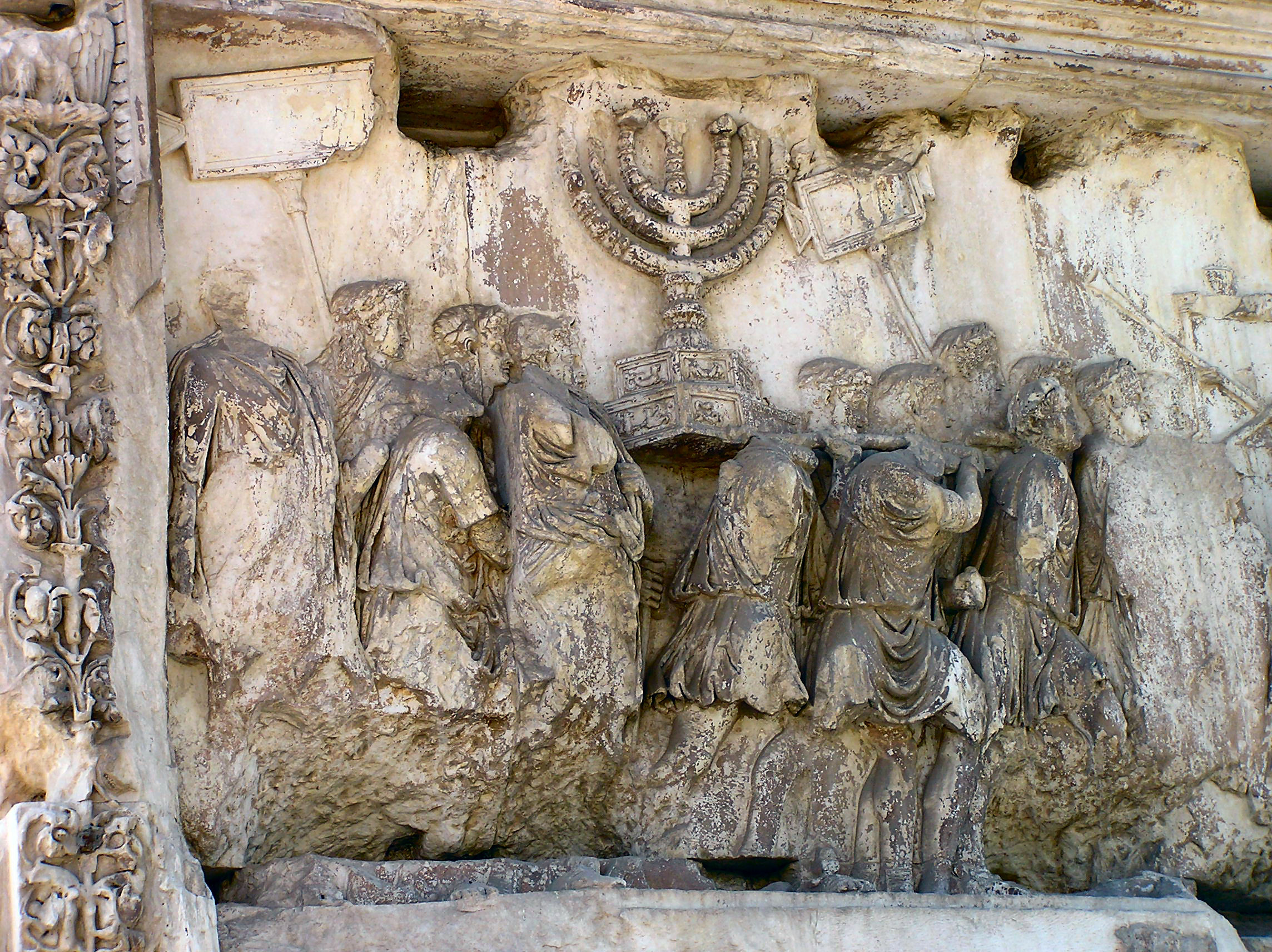
Les tabulae ansatae de l'arc de Titus (Rome).
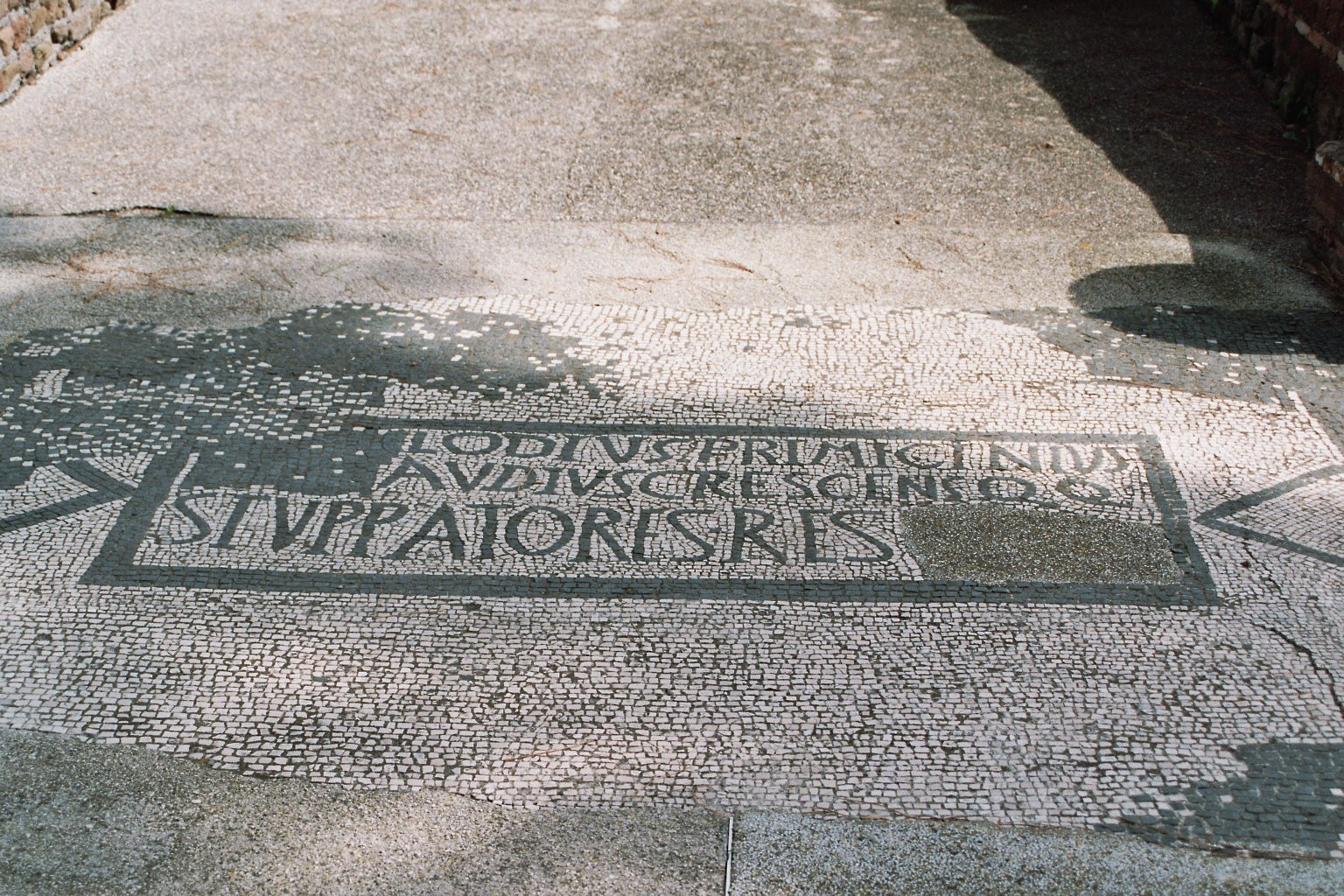
Une mosaïque à Ostia Antica.
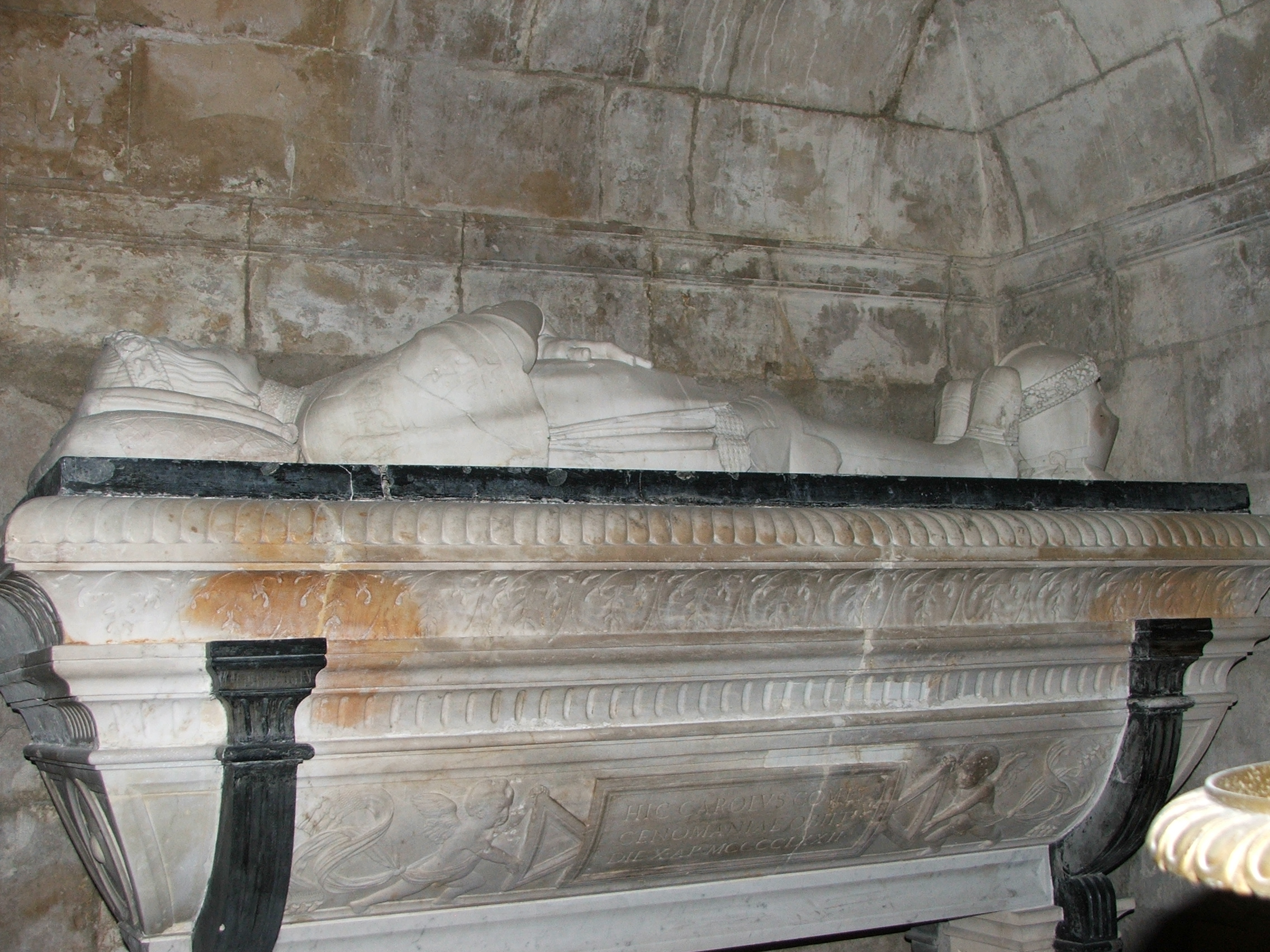
Tombeau de Charles IV du Maine (Le Mans).